# Мађина (Новара)
Мађина је насеље у Италији у округу Новара, региону Пијемонт.
Према процени из 2011. у насељу је живело 139 становника. Насеље се налази на надморској висини од 267 м.